# Liste der Ehrenbürger von Karlsruhe
Die folgende Liste enthält Ehrenbürger der Stadt Karlsruhe seit 1821. Die Personen sind chronologisch nach Verleihung des Ehrenbürgerrechts aufgelistet.
| Ernennung              | Ehrenbürger                                           | Bemerkung | Bild                                  |
| ---------------------- | ----------------------------------------------------- | --- | ------------------------------------- |
| 16. März 1821          | Wilhelm Ludwig Leopold Reinhard Freiherr von Berstett | Badischer Minister des Großherzoglichen Hauses | Wilhelm Ludwig von Berstett           |
| 16. März 1821          | Karl Christian Freiherr von Berckheim                 | Badischer Minister des Inneren 1821–1831 | Karl Christian Freiherr von Berckheim |
| 20. Oktober 1830       | Johann Georg Stulz von Ortenberg                      | „Modekönig von London“ | Kein Bild vorhanden                   |
| 25. April 1833         | Karl Benjamin Friedrich Scholl                        | Gründer verschiedener sozialer und karitativer Organisationen | Kein Bild vorhanden                   |
| 1. März 1834           | Karl Ludwig Freiherr von Lotzbeck                     | Fabrikant | Kein Bild vorhanden                   |
| 1. März 1834           | Ferdinand Freiherr von Lotzbeck                       | Gründer sozialer Einrichtungen, Stifter | Kein Bild vorhanden                   |
| 5. November 1839       | Carl Baumgärtner                                      | Direktor der Regierung des Mittelrheinkreises in Rastatt 1839 ff. | Kein Bild vorhanden                   |
| 11. November 1849      | Konrad Gerber                                         | Badischer Offizier | Kein Bild vorhanden                   |
| 20. März 1851          | Johann Klauprecht                                     | Direktor der polytechnischen Schule 1848–1857 | Kein Bild vorhanden                   |
| 31. August 1853        | Karl von Stößer                                       | Stadtdirektor in Karlsruhe 1839–1853 | Kein Bild vorhanden                   |
| 21. Februar 1871       | Karl August Graf von Werder                           | Führer der badischen Truppen im Krieg 1870/1871 | August von Werder                     |
| 14. November 1893      | August Lamey                                          | Präsident des badischen Ministeriums des Inneren 1861–1866 | August Lamey                          |
| 1. April 1895          | Otto von Bismarck                                     | Reichskanzler 1871–1890 | Otto von Bismarck                     |
| 22. Oktober 1900       | Wilhelm Klose                                         | Kunstmaler | Kein Bild vorhanden                   |
| 16. Juli 1901          | Wilhelm Nokk                                          | Präsident des badischen Staatsministeriums 1893–1901 | Wilhelm Nokk                          |
| 27. oder 28. Juli 1911 | August Dürr                                           | Kaufmann, Stadtverordneter bzw. Stadtrat | Kein Bild vorhanden                   |
| 26. März 1915          | Fregattenkapitän Erich Köhler                         | Kommandant des Kleinen Kreuzers Karlsruhe (Patenschiff der Stadt), der am 4. November 1914 nach einer Munitionsexplosion vor den westindischen Inseln unterging | Erich Köhler                          |
| 29. März 1916          | Karl Schrempp                                         | Brauereidirektor | Kein Bild vorhanden                   |
| 21. Dezember 1917      | Friedrich Wolff                                       | Fabrikant | Kein Bild vorhanden                   |
| 28. Juli 1919          | Hans Thoma                                            | Kunstmaler, Direktor der Kunsthalle Karlsruhe 1899–1919 | Hans Thoma                            |
| 31. März 1947          | Heinrich Köhler                                       | Zollbeamter, badischer Minister der Finanzen 1920–1927, badischer Staatspräsident 1923/1924, 1926/1927, Reichsfinanzminister 1927–1928, stellvertretender Ministerpräsident von Württemberg-Baden. 1945–1949, Wirtschaftsminister 1946 und Finanzminister von Württemberg-Baden 1946–1949. | Heinrich Köhler                       |
| 16. Mai 1948           | Adam Remmele                                          | badischer Minister 1919–1931, badischer Staatspräsident 1922/1923, 1927/1928 | Adam Remmele                          |
| 16. Juli 1963          | Albert Kessler                                        | Oberstudiendirektor, Stadtverordneter bzw. Stadtrat | Kein Bild vorhanden                   |
| 22. September 1964     | Heinrich Lübke                                        | Bundesminister für Ernährung, Landwirtschaft und Forsten 1953–1959, Bundespräsident 1959–1969 | Heinrich Lübke                        |
| 18. Mai 1965           | Hermann Veit                                          | Rechtsanwalt, Politiker (SPD), Oberbürgermeister 1945–1946, MdB, MdL (Baden-Württemberg), Wirtschaftsminister von Württemberg-Baden und Baden-Württemberg | Kein Bild vorhanden                   |
| 18. Mai 1965           | Julius Bender                                         | Bischof der Evangelischen Landeskirche in Baden 1945–1964 | Kein Bild vorhanden                   |
| 18. Mai 1965           | Kunigunde Fischer                                     | Stadträtin (SPD) | Kunigunde Fischer                     |
| 18. Mai 1965           | Siegfried Kühn                                        | Präsident der Landesversicherungsanstalt Baden in Karlsruhe 1947–1953, Präsident des Badischen Sparkassen- und Giroverbandes in Mannheim 1953–1965 | Kein Bild vorhanden                   |
| 1. März 1966           |                                                       | Bürgermeister der Partnerstadt Nancy 1961–1970 | Kein Bild vorhanden                   |
| 17. Dezember 1969      | Wilhelm Baur                                          | Verleger und Chefredakteur der Badischen Neuesten Nachrichten | Kein Bild vorhanden                   |
| 17. Dezember 1969      | Gustav Heller                                         | Stadtrat (SPD) | Kein Bild vorhanden                   |
| 16. Juni 1970          | Günther Klotz                                         | Oberbürgermeister 1952–1970 | Günther Klotz                         |
| 10. Oktober 1981       | Franz Gurk                                            | Landtagspräsident von Baden-Württemberg 1960–1968 | Kein Bild vorhanden                   |
| 10. Oktober 1981       | Alex Möller                                           | Bundesfinanzminister 1969–1971 | Alexander Möller                      |
| 13. Mai 1986           | Otto Dullenkopf                                       | Oberbürgermeister 1970–1986 | Kein Bild vorhanden                   |
| 2. März 1993           | Hanne Landgraf                                        | Stadträtin (SPD) | Kein Bild vorhanden                   |
| 2. März 1993           | Toni Menzinger                                        | Stadträtin (CDU) | Kein Bild vorhanden                   |
| 18. Juli 1995          | André Rossinot                                        | Minister der Französischen Republik; Oberbürgermeister der Stadt Nancy | André Rossinot                        |
| 21. Juli 1998          | Gerhard Seiler                                        | Oberbürgermeister 1986–1998, Präsident des Deutschen Städtetags 1995–1997 | Kein Bild vorhanden                   |
| 9. Mai 2006            | Dieter Ludwig                                         | Geschäftsführer der Verkehrsbetriebe Karlsruhe 1976–2006; Geschäftsführer der Albtal-Verkehrs-Gesellschaft 1978–2006 | Dieter Ludwig                         |
| 23. Juli 2010          | Gerlinde Hämmerle                                     | Politikerin und Regierungspräsidentin des Regierungsbezirks Karlsruhe 1994–2005 | Kein Bild vorhanden                   |
| 28. Februar 2013       | Heinz Fenrich                                         | Oberbürgermeister von Karlsruhe von 1998 bis 2013 | Heinz Fenrich                         |

## Zeitweise Ehrenbürgerschaft
Folgenden Personen wurde die Ehrenbürgerschaft zunächst zu-, später aber wieder aberkannt:
- 26. März 1915: Paul von Hindenburg – Aberkennung 11. Dezember 2018 (siehe Hindenburg als Ehrenbürger); ehemaliger Divisionskommandeur in Karlsruhe[1]
- 10. Mai 1933: Adolf Hitler – Aberkennung 25. April 1946 (siehe Hitler als Ehrenbürger); Reichskanzler
- 10. Mai 1933: Walter Köhler – Aberkennung 25. April 1946; Badischer Ministerpräsident
- 10. Mai 1933: Robert Wagner – Aberkennung 25. April 1946; Reichsstatthalter Baden, Chef der Zivilverwaltung Elsaß
- 21. April 1934: Hans Frank – Aberkennung 25. April 1946; Generalgouverneur in Polen
- 26. März 1936: Hermann Göring – Aberkennung 25. April 1946; Reichsmarschall und Oberbefehlshaber der Luftwaffe